# Chan Nyein Kyaw
Chan Nyein Kyaw (* 8. Dezember 1992 in Myanaung) ist ein myanmarischer Fußballspieler.

## Karriere
Chan Nyein Kyaw erlernte das Fußballspielen in der Jugendmannschaft von Ayeyawady United. Der Club aus  Pathein spielte in der höchsten Liga des Landes, der Myanmar National League. Für Ayeyawady stand er fünfmal auf dem Spielfeld. 2017 wechselte der Torwart zum Ligakonkurrenten Rakhine United nach Sittwe. Für den Club stand er 2017 23-mal zwischen den Pfosten. 2018 unterschrieb er einen Vertrag beim ebenfalls in der ersten Liga spielenden Yadanarbon FC in Mandalay. Hier steht er bis heute unter Vertrag.